# 忘却の首と姫
『忘却の首と姫』（ぼうきゃくのしるしとひめ）は、惣司ろうによる日本の少女漫画作品。

## 概要
白泉社発行の『花とゆめ』にて2012年9月号より正式連載となったファンタジー・ラブコメディ。作者死亡により未完。
2014年の夏頃から胃癌を患い闘病生活を送っていた作者だが、10月16日に逝去した。同年19号・20号に掲載したリリアの両親テオとソフィアの馴れ初め話が最後になった。単行本は「花とゆめコミックス」（白泉社）より刊行され、2015年2月に最終巻である7巻が発行された。作者の構想では儀式を受けて正式に王妃となったリリアは決意も新たにスタートし、やがては子供を授かり希望のあるエンディングを予定していた。
作者の惣司ろうにとっては、初の連載作品。当初は『花とゆめ』の増刊誌である『ザ花とゆめ』の2012年2月1日号にて、『忘却の首と愛しき姫君』（ぼうきゃくのしるしといとしきひめぎみ）のタイトルで読み切りとして掲載されたが、読者アンケートでの反響を受けて『花とゆめ』本誌に移動しての連載をスタート。連載としては第3回目に当たる、『花とゆめ』での全3回の集中連載開始を期に「長過ぎるので短く」との担当編集者の意向を受け、『忘却の首と姫』にタイトルが変更された。以降の連載時やコミックスでは、『忘却の首と姫』に統一されている。 

## ストーリー
首なし王が治める平和な国ヴァンフォーリエに嫁いだトリティア国の天然系の王女リリア。何も知らない両国の国民や周辺諸国は誰もが「政略結婚」だと思い込んでいたが、リリアは一途に王を慕っていた。しかし、盛大な挙式後も王はリリアに指1本触れて来ないどころか、一緒にも過ごせない程に多忙な毎日。何不自由ない暮らしを与えてはくれるが、あまりにも自分と接しようとしない王にリリアは少しずつ「愛されていないのかもしれない」「自分の想いは伝わっていないのではないか」と不安を募らせながらも次第に心を通わせてゆく。
そんな矢先、小国トリティアを足場に隣国に攻め込もうと企む母方の里である大国の陰謀がリリアに降りかかる。

## 登場人物

### ヴァンフォーリエ
リリア
年齢：15歳(28話にて誕生日を迎えるので正しくは16歳)
家族：父・トリティア国王ティオルド・エヴノ・トリティア、母・王妃ソフィア・ローズ・トリティア、第1子の長姉・第1王女オーレリア、第2子の次姉・第2王女アマリア、第4子の弟・第1王子ローレンツ
茶色の瞳に、背を覆うハニーブロンドのウェーブヘアと茶眼のトリティア国第3王女。
両親からは「リディ」と呼ばれていた。本人も童顔と気にしている顔立ちと同じく純粋培養で箱入りな性格からか、人懐っこいが愛情表現は幼い。祖国は立地上、常に周りを囲む大国アネルケーナ、サリト、エウリオス、3国の醜い野心が原因である侵略に脅かされ戦火に晒されてきた弱小国でも男子相続は絶対であり、なかなか世継ぎたる男児に恵まれず女児ばかりの3人目ゆえに故国では「いらない王女」と蔑まれていた。凄惨な場や荒廃した国を目の当たりにし続けて常に自身の無力さを責めながら、人の少ない城で庶民的に暮らしていたことから家事もする程に飾り気がなく謙虚で素直、また父似のお人好し。そんな経験から首なし王の3662回に渡る見合いで唯一、初見からその姿に微笑み掛けたことで持参金不要やリリアの意志最優先などの破格の条件で妃として迎えられる。周辺諸国には完全な政略結婚であることを悲観されていたが、王からの贈り物などを契機にその心根に触れて本心から想うようになる。が、恋愛経験のない王との遣り取りでは互いに勘違いも多く、第1話ではオーロラに彷徨う王の首に向かって尖塔からダイブするなど無鉄砲な行動をしがち。他人の言葉に踊らされやすいが、時として相手の心情を見抜く聡明さも発揮してベルージャ国のシュテファン・アイリスと彼女の従兄ジークハルトの結婚を実現させた。母親似の容貌と父親譲りの瞳の色だが、纏う雰囲気が父親に似ていることから自身では父親に似た容貌だと思い込んでいる。
母の故国だったアネルケーナ国の宰相ダヴィトから、アネルケーナ王家の血を引く世継ぎの王子が生まれたことで父テオは用済みで暗殺したと告げられ激しく動揺する。ヴァンフォーリエ国の保護と援助をトリティアに齎し、アネルケーナの陰謀から守られたことで九死に一生を得る功績を知らずに遂げたが、ダヴィトにその事実を告げられるまで父の死の真相を知らなかった。ヴァンフォーリエに嫁いだ自身の存在がヴァンフォーリエとトリティアの両国に災厄を齎す元凶になってしまうと思い込み、レイフォードに自身を殺して欲しいと懇願するが、心の底から愛してくれるレイフォードにより「貴方の命は私のものだ」と抱き締められる。
首なし王
年齢：160歳(10話にて誕生日を迎えるので、正しくは161歳)
正式名称：サン・ジャンセン・トゥーリス・ラ・フォンディティ・ガストン・マルガレーテ・ド・ネーデル・カスター・レイフォード・ヴァンフォーリエ
個人名：レイフォード
王都ルクルフにヴィクトリアス城を構える、ヴァンフォーリエ国現王。頭部がないその姿や大国で辣腕を揮う政治力などから、周囲には“首なし王”の通称で恐れられている。代々の王の名を全て受け継ぐ風習により、非常に長い正式名称を持つ。
先王時代は妾腹唯一の王子であったため、本妻を母に持つ王子達から母似の顔立ちなどをイビられて育つ。が、ある日遂に怒って自らの頭をオーロラの彼方に投げ飛ばしたことでヴァンフォーリエの王位継承に一番重要とされていた高い魔力を示し、一気に王座に就くことになる。しかし、それらにより周囲をとことん信用出来なくなり、先王と実母の死後にはとうとう兄弟から遠縁に至るまで王族全員を追放し、国政を1人で行なうようになる。心配した三つ子の妖精姉妹・ペリドット達により、3661回もの見合いをするが、親に無理矢理連れて来られた見合い相手達が軒並みその姿に恐れ慄いたことで、更に人間不信に拍車が掛かった模様。趣味といえば仕事というワーカーホリックであり、三つ子の侍女に呆れられた。自身を怖がらなかったリリアに惹かれ結婚したものの他者を避けてきた経験から接し方が分からず、いつも尻込み・勘違いをしている。リリアが亡き父王を愛称「テオ」で手紙に書いていたのを見てしまった際は、恋人がいて自身が結婚を無理強いしたのではと勘違いした。
水平な首の断面は暗く中に無数の小さな光があり、リリア曰く「星が散る夜空のよう」。戻って以降の頭は、デートなどリリア向けの偶の機会にだけ再装着するようになるが、基本的に面倒らしく、あまり付けることはない。特に出張時は寂しがるリリアに預けられるようになる。取り外し中でも半径100メートル内で王が意図、または逆に気が緩むと首に意識が繋がり、五感などの情報が体に届くようになる。頭がない時は声による会話はせず、身辺には最低限の部下・使用人として直接の会話が不要なテレパシーの使える妖精族のみを置いている。外部の人間に発言する際は、テレパシーを受けた側近ラバが主に代弁する。よってリリアとの結婚に当たり、王が即座に直接意思を伝えられるよう城中にスケッチブックとペンが用意された。また首なし時の食事は食物にかざした手から気だけを吸い取るもので、気を取られた食物は一見そのままだが、味がほぼ消えてしまう。眉目秀麗な母譲りの顔は腰まであるストレートの黒髪で隠され、作中ではあまり明確には描かれない。悪魔のようなと評されるほどに冷徹な側面は今も息づいており、リリアを精神的・物理的に害する者に対して発揮される。
世界の平和を守ろうとする姿勢は高く評価する者もいれば、アネルケーナ国のダヴィトのように己の権力欲を満たすことしか頭にない輩は疎んでおり、予断は許されない。リリアの故国であるトリティア国を足場と見下す3国の陰謀とトリティア国王暗殺の真相を承知の上でリリアと結婚した。リリアの心を傷つけ苦しめたダヴィトに対して敢然と宣戦布告を行い、近隣諸国との調和を重んじると共にリリアを守ると宣言した。儀式を受ければリリアも化け物と自己嫌悪する我が身のようにトリティアの家族を、魔力の強さによっては授かったとしても子供すらリリアを遺して先に逝き、如何なる重い悲しみに苛まれようと死ぬことは叶わぬ身となるため、リリアが未だ正式な王妃ではない事実を彼女に隠していた。
ペリドット
青い髪をボブカットにした右脇に、いつも大きな白い蝶の飾りを着けた、王の補佐の1人。城で誕生した。元々の制服のデザインがダサいと自分達でリフォームし、レイフォードがOKして以降はそれを着用している。
一応は妖精族ではあるのだが、珍しく短命な種族であり人間並みの100年くらいで代替わりする蝶の妖精の一員。役目は主君レイフォードの日頃の生活の世話と花嫁探し。細身の女性であり、釣り上がった翆の猫目に尖った耳。同じ容姿をしたアクアマリンとガーネットとは三つ子の姉妹で、長女。三つ子の中で一番頭がいい。アクアマリン達と共にリリアに付いている場面もよくあり、リリアには秘密にされているが、リリアをいつでも捕捉出来る魔法の監視鏡を持たされている。王の執務中は身辺に詰めていることが多い。そのせいか、三つ子の中では王に一番明け透けな物言いで意見する、しっかり者。人間離れした魔力と寿命の影響で妖精寄りの精神構造だが、あくまでもレイフォードは人間であり、人間につけられた傷は人間にしか癒せないと知っている。更には、レイフォードが人間に愛されたがっていることを熟知していた。
アクアマリン
青い髪をボブカットにした、リリア付きの侍女。
ペリドットやガーネットとは三つ子の姉妹で、次女。その武勇によりガーネットと共にリリアの護衛を始め、衣・食・住の世話をするメイド職、相談相手や友達、妃教育係も担当している。そのため、リリアには秘密にされているが、リリアをいつでも捕捉出来る魔法の監視鏡を持たされている。お調子者でおしゃべり。
作者によれば、名前の由来になった石の色通り一番影が薄くなったが、次女らしく調和役でもある。また三つ子は、装飾品の細かさやコマ内の人口密度を上げるという困り者。三つ子の中で最初にレイフォードの恋煩いに気づいた。
ガーネット
青い髪をボブカットにした左脇に、いつも大きな黒い蝶の飾りを着けた、リリア付きの侍女。
ペリドットやアクアマリンとは三つ子の姉妹で、三女。三つ子で一番武術が得意。その武勇によりアクアマリンと共にリリアの護衛を始め、衣・食・住の世話をするメイド職、相談相手や友達、妃教育係も担当している。そのため、リリアには秘密にされているが、リリアをいつでも捕捉出来る魔法の監視鏡を持たされている。
ラバ
金髪碧眼に眼鏡をかけ、キツネの耳のような葉っぱが頭に付いた、王の側近2人の内の1人。ラリマーと共にペリドットら三姉妹の教育係だった。
執務の補佐から護衛まで、王の身辺に関する業務のほぼ全てを担当している。王から外部の人間への発言も主に代弁している。恋もまだな純朴な妖精だったが、やはり妖精であるフェール族の少女を好きになり、些細なことから失恋。ショックで本来の木の姿に戻ってしまったこともある。同僚の側近ラリマーとは母同士が姉妹木なため、従兄弟。
ラリマー
黒髪黒眼で長身、キツネの耳のような葉っぱが頭に付いた、王の側近2人の内の1人。
執務の補佐から護衛まで、王の身辺に関する業務のほぼ全部を担当している。しかし、王の代弁や言動に迂闊なものが多く、よく周囲から絞られたり、ラバとボケとツッコミ状態になっている。ガーネット曰く、妖精の森で千年を超す妖木の母が大好きなマザコン。
クンツァイト
幼児程の身長のホビット族で、ヴィクトリアス城の御者。
丸顔に大きく外向きに跳ねた白髪、フサフサの口髭と眉、つぶらな瞳の妖精。その容姿は何処かトリティアでリリアに仕えていた老臣セバスチャンに似ている。
イデア
妖獣ディライオロスの子供。外見は、白地に黒斑のあるフレンチ・ブルドッグのようで「モンモン」と鳴く。
孵化した際、妖精の森に来たリリアを最初に見てしまったことから「刷り込み」で懐いてしまう。妖精の中でも1 - 2を争う凶暴・強力な種族で強い子供しか育てないため、最初の生存競争は兄弟間で起こる。卵生で母親は木に卵を産むが、孵化する前に卵の中にいた頃、先に生まれた兄弟により卵を木の下に落とされてしまった。成獣になると一面を焼け野原にする程の業火を口から吐く。他国はただ“妖獣ディライオロス”というだけで恐怖し、実体を知らない。あまり賢くはないがリリアにだけは徹底して忠実で、リリアや自身に対する悪口には容赦なく立ち向かう。ダヴィトの放った獣によりリリアが襲撃された際、結界を張って彼女を守った。リリアに命名された名前は、リリアの故国では"希望"を表す言葉。左の脚上と尻尾の先端は、四つ葉のクローバー状のものが付いている。

### アネルケーナ
ダヴィト・アネルケーナ
アネルケーナ国の宰相。リリアの母ソフィア・ローズの叔父。若い外見に反して62歳。酷薄であり、平然とソフィアやリリアを道具と看做してトリティア国王を暗殺した。ヴァンフォーリエ王家で稀に誕生する魔力を持たぬ王女がアネルケーナ王家に嫁いだことがあり、極めて薄いながら当の王女には無かった魔力を遺伝的に受け継いだ。リリアを何者かの攻撃を装って襲撃するが、ディライオロスの子供イデアの防御魔法に阻止された。リリアに対する企みはレイフォードに見抜かれていたため、殺されることでレイフォードの信頼を失えとリリアを追いつめた罪により故国に強制送還された。リリアとレイフォードが愛し合い、決してレイフォードがリリアを殺すことはないと理解できない。

### ガザンス
アディーナ・マルガ・ウィンスター
年齢：17歳
豊かな長い黒髪のグラマーな、リヤ海に面するヴァンフォーリエ国の隣国ガザンス国第1王女。
代々のヴァンフォーリエ国の国王の見合いに必ず沢山の姫を送り込んでいたガザンス国より、父王の命を受けてやって来た。リリアとの結婚後、自身の出生から妾を持つことを望まない首なし王は見合いを終了していたが、王の出張中にリリアを丸め込み、国賓としてヴァンフォーリエに居座ってしまう。美しいが居丈高で、気位が高い。帰って来た王と謁見しても怯えるどころか艶然と微笑んで見せたことでリリアにショックを与えるが、後に父と共に大量虐殺をしでかしたことが発覚して故国に強制送還され、父諸共に政治的立場を失う。

### ベルージャ
シュテファン・アイリス・ベルージャ
年齢：23歳
隣国であるベルージャ国の次期国王で、赤毛の第13王女。
第9話で、会合日をひと月間違えてヴァンフォーリエ国を来訪した老王の娘。一見するとざっくばらんで押しが強く我儘で、ややナルシストで自信家。女性であることで蔑まれることに猛反発し、男性に媚びる窮屈な生き方を押しつけられることの象徴として女性の装束を嫌っており、常に男装している。剣の腕は、国内ではジークハルトを除けば誰にも負けない。
男子相続ゆえに世継ぎたる王子を儲けようと父王が次々と妃を迎えても王女ばかりで遂に王子には恵まれなかったため、男名はそのまま王女達に付けられた上で母親達が女名を付けている。自身の存在意義を求める心や理想の治世の実現もあって王位を望んで努力し、次代の王に決まるも女性ゆえに周囲の猛反対に遭い、王弟の息子である従兄ジークハルトと結婚することで辛うじて承認された。女性としてジークを愛してしまうが、男性の運命を望み女性の人生を忌み嫌って結婚を白紙にしようとする。しかし、紆余曲折の末にリリア達の尽力によりめでたくジークの愛を受け入れ結婚することを決意した。
元は年頃になる度に姉達が赴いていた見合いに幼少ながら同席し、やはり卒倒するも負けず嫌いからチャレンジを繰り返す内に慣れ、王妃の最有力候補だったが、性格が似すぎてお互いに猛反発し喧嘩友達に収まった。
ジークハルト・ベルージャ
ベルージャの王弟の息子で、アイリスの従兄。愛称ジーク。アイリスとは幼い頃からの学友であり唯一彼女を理解する親友であるため、アイリス即位に難色を示した周囲を鎮めるべく夫に定められた。女性としての人生を拒むアイリスを心の底から愛している。アイリスが王に相応しいと真剣に考えており、幼少時からずっとその治世を支えることを願っている。他は何でも優れるアイリスに唯一勝てるのは男性としての力と剣術だけだと己を磨いてきた。

### トリティア
ソフィア・ローズ・トリティア
旧姓は「アネルケーナ」。アネルケーナ国の第一王女。父である国王も母である王妃も遠くアネルケーナ宮廷では孤独だったが、15歳の時に隣国に攻め込むための足場としてトリティア国の王妃として叔父でもある宰相ダヴィトに政略結婚を強要されて無理矢理に嫁がされた。幸いなことに夫であるトリティア国王とは心を通わせることが出来たため、輿入れした後はアネルケーナからの書簡を破棄し今後は一切処分するようにトリティアでの家臣に告げた。しかし、小国ゆえの僻み根性に囚われた夫の姉や家臣・国民の"王女ばかりの女腹"だと非難され、習慣の違いに戸惑っている心情を理解されずに大国の姫だからトリティアを蔑んでいると心無い中傷に晒された。それでも夫の愛に支えられて幸福な結婚生活を送り世継ぎの男児を出産して周囲が安心するのと同時に、その子を傀儡として操ろうと企むダヴィトにより用済みと看做され夫を暗殺された。その死から6年後、周囲に不要な「いらない王女」と蔑まれ自分達だけの子供だったリリアを恋愛結婚（国民と周辺諸国には政略結婚だと誤解された）でヴァンフォーリエに送り出した。
ティオルド・エヴノ・トリティア
トリティア国の国王。愛称は「テオ」。農作業しか興味がないが、ソフィアを愛して幸福にした男性。統治には不向きだったらしく、傀儡と目されたロルの誕生により不要だと殺されてしまう。
オーレリア、アマリア、ローレンツ
リリアの姉弟。第1子の長姉・第1王女で母国にはいない様子だが、詳細は不明。第2子の次姉・第2王女で、口が悪い18歳。第4子でリリアの唯一の弟・世継ぎの王子で愛称は「ロル」。

## 書籍情報
- 惣司ろう 『忘却の首と姫』 白泉社〈花とゆめコミックス〉、全7巻（未完）
  1. ISBN 978-4-592-19671-6 （2013年1月25日発行、2013年1月18日発売）
  2. ISBN 978-4-592-19672-3 （2013年7月25日発行、2013年7月19日発売）
  3. ISBN 978-4-592-19673-0 （2013年12月25日発行、2013年12月20日発売）
  4. ISBN 978-4-592-19674-7 （2014年5月25日発行、2014年5月20日発売）
  5. ISBN 978-4-592-19675-4 （2014年8月25日発行、2014年8月20日発売）
  6. ISBN 978-4-592-19676-1 （2014年12月25日発行、2014年12月19日発売）
  7. ISBN 978-4-592-19677-8 （2015年2月25日発行、2015年2月20日発売）